# Route 16 (Île-du-Prince-Édouard)
La Route 16 est une route secondaire de 75 km (47 mi) située dans l'est de l'Île-du-Prince-Édouard. Son terminus est est à la jonction avec la route 2 et Macphee Avenue à Souris et son terminus ouest est à la jonction avec la route 2 et la route 313 à St. Peter's Bay.

## Description du tracé
La route débute à son terminus est en se dirigeant vers le nord-est. Elle bifurque vers l'ouest à East Point et continue dans cette direction jusqu'à Cable Head East où elle tourne vers le sud avant de prendre fin à son terminus ouest.

## Intersections majeures
| Comté                                         | Ville           | km    | Destinations                                                         | Notes |
| --------------------------------------------- | --------------- | ----- | -------------------------------------------------------------------- | --- |
| Kings                                         | Souris          | 0.0   | Route 2 ouest / Macphee Avenue – Charlottetown, Îles-de-la-Madeleine | La Route 16 est devient la Route 2 ouest                                                                  |
| Kings                                         | Little Harbour  | 5,00  | Route 303 nord (New Harmony Road)                                    | Terminus sud de la Route 303                                                                              |
| Kings                                         | Red Point       | 8,70  | Route 302 nord (Baltic Road)                                         | Terminus sud de la Route 302                                                                              |
| Kings                                         | South Lake      | 14,10 | Route 301 nord (Munns Road)                                          | Terminus sud de la Route 301                                                                              |
| Kings                                         | South Lake      | 17,30 | Route 16A nord (Elmira Road)                                         | Terminus sud de la Route 16A                                                                              |
| Kings                                         | North Lake      | 29,70 | Route 16A sud (Elmira Road)                                          | Terminus nord de la Route 16A                                                                             |
| Kings                                         | North Lake      | 30,80 | Route 301 sud (Munns Road)                                           | Terminus nord de la Route 301                                                                             |
| Kings                                         | Campbells Cove  | 34,10 | Route 303 sud (Father James Road)                                    | Terminus nord de la Route 303                                                                             |
| Kings                                         | Priest Pond     | 39,00 | Route 302 sud (Baltic Road)                                          | Terminus nord de la Route 302                                                                             |
| Kings                                         | Hermanville     | 46,80 | Route 305 sud (Souris Line Road)                                     | Terminus nord de la Route 305                                                                             |
| Kings                                         | Hermanville     | 51,30 | Route 306 sud (New Zealand Road)                                     | Terminus nord de la Route 306                                                                             |
| Kings                                         | St. Margarets   | 55,00 | Route 307 sud (Bear River Road)                                      | Terminus nord de la Route 307                                                                             |
| Kings                                         | Naufrage        | 58,00 | Route 308 sud (St. Charles Road)                                     | Terminus nord de la Route 308                                                                             |
| Kings                                         | Monticello      | 62,00 | Route 309 sud (Selkirk Road)                                         | Terminus nord de la Route 309                                                                             |
| Kings                                         | Cable Head East | 70,40 | Route 336 ouest                                                      | Terminus est de la Route 336                                                                              |
| Kings                                         | St. Peter's Bay | 75,00 | Route 313 nord (Greenwich Road)                                      | Terminus est du multiplex avec la Route 313                                                               |
| Kings                                         | St. Peter's Bay | 75,50 | Route 2 / Route 313 sud (Greenwich Road)                             | Terminus ouest du multiplex avec la Route 313; la Route 16 ouest devient la Route 2 ouest / Route 313 sud |
| - Terminus de multiplex - Transition de route |                 |       |                                                                      | |

## Route 16A
La Route 16A, aussi connue comme Elmira Road, est une route auxiliaire secondaire de 4 km (2,5 mi) de l'est de l'Île-du-Prince-Édouard. Son terminus sud est à la jonction de la route 16 à South Lake et son terminus nord est à la jonction de la même route à North Lake.